# Präsidentschaftswahl in Burkina Faso 2020

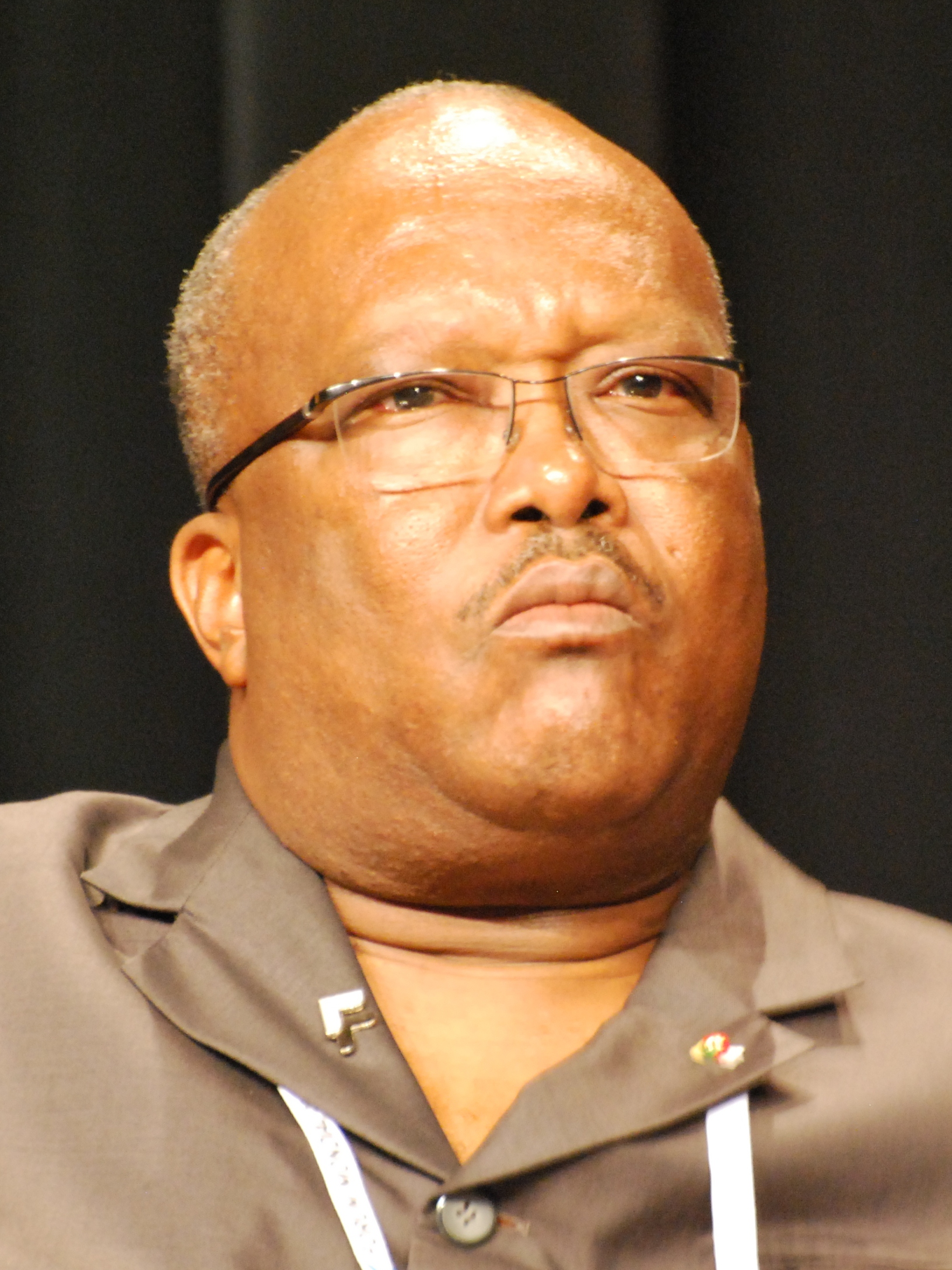
Amtierender Präsident Roch Marc Kaboré (2012)

Am 22. November 2020 fand die  Präsidentschaftswahl 2020 im westafrikanischen Staat Burkina Faso statt. Der amtierende Präsident Roch Marc Kaboré kandidierte wieder. Am gleichen Tag waren die Bürger des Landes aufgerufen, ein neues Parlament zu wählen.
Nach Angaben der Wahlkommission blieben wegen Drohungen von Dschihadisten 926 von 19.836 Wahllokalen (4,7 %) geschlossen. Mindestens 166.000 Neuwähler konnten sich nicht für die Wahl registrieren. Mehr als eine Million Menschen in Burkina Faso sind aufgrund islamistischer Gewalt zu Vertriebenen geworden, und wegen einer schweren Dürre sind drei Millionen Menschen im Land von Hunger bedroht.
Aufgrund einer Wahlrechtsänderung war die Wahl jedoch auch dann gültig, wenn nicht überall gewählt werden konnte. Favorit der Präsidentschaftswahl war Amtsinhaber Kaboré. Die Opposition hoffte, dass er diesmal nicht wie vor fünf Jahren auf Anhieb die absolute Stimmenmehrheit erreichen würde, so dass eine Stichwahl erforderlich würde. Nach dem vorläufigen Endergebnis gewann Amtsinhaber Kaboré die Wahl im ersten Wahlgang mit 57,9 % der Stimmen.

## Wahlergebnis

Mehrheiten nach Provinzen:

| Kandidaten                         | Kandidaten                 | Partei               | Erster Wahlgang | Erster Wahlgang |
| Kandidaten                         | Kandidaten                 | Partei               | Stimmen         | %               |
| ---------------------------------- | -------------------------- | -------------------- | --------------- | --------------- |
|                                    | Roch Marc Christian Kaboré | MPP                  | 1.654.982       | 57,87           |
|                                    | Eddie Komboïgo             | CDP                  | 442.742         | 15,48           |
|                                    | Zéphirin Diabré            | UPC                  | 356.388         | 12,46           |
|                                    | Kadré Désiré Ouédraogo     | AE                   | 95.977          | 3,36            |
|                                    | Tahirou Barry              | MCR                  | 62.639          | 2,19            |
|                                    | Ablassé Ouédraogo          | FA                   | 51.575          | 1,80            |
|                                    | Gilbert Noël Ouédraogo     | ADF                  | 44.347          | 1,55            |
|                                    | Isaac Zida                 | MPS                  | 43.403          | 1,52            |
|                                    | Abdoulaye Soma             | SA                   | 40.217          | 1,41            |
|                                    | Farama Ségui Ambroise      | OPA                  | 25.783          | 0,90            |
|                                    | Pascal Sessouma            | BV                   | 20.158          | 0,70            |
|                                    | Yéli Monique Kam           | MRB                  | 15.124          | 0,53            |
|                                    | Claude Aimé Tassembedo     | SE                   | 6449            | 0,23            |
|                                    |                            |                      |                 |                 |
| Gültige Stimmen                    | Gültige Stimmen            | Gültige Stimmen      | 2.859.784       | 95,54           |
| Ungültige Stimmen                  | Ungültige Stimmen          | Ungültige Stimmen    | 133.496         | 4,46            |
| Wähler / Beteiligung               | Wähler / Beteiligung       | Wähler / Beteiligung | 2.993.280       | 50,79           |
| Registrierte Wähler                | Registrierte Wähler        | Registrierte Wähler  | 5.893.406       | 90,77           |
| Wahlberechtigte                    | Wahlberechtigte            | Wahlberechtigte      | 6.492.868       | 100,00          |
| Quelle: Burkinische Wahlkommission |                            |                      |                 |                 |